# Ochetosoma ophoboli
Ochetosoma ophoboli är en plattmaskart. Ochetosoma ophoboli ingår i släktet Ochetosoma och familjen Ochetosomatidae. Inga underarter finns listade i Catalogue of Life.